# Pobrđani (Sunja)
Pobrđani is een plaats in de gemeente Sunja in de Kroatische provincie Sisak-Moslavina. De plaats telt 30 inwoners (2001).